# 李举卿
李举卿（1927年11月—），山东莱阳人，中华人民共和国政治人物、外交官。

## 生平
1944年，李举卿参加革命工作。1949年，调至苏南地区，任中共溧阳县委副科长、青年团县委副书记、县武装部副政委，新兵营教导员。1952年，赴青年团中央团校、北京俄语学院学习。1957年，调入外交部工作，在驻芬兰大使馆、外交部第二亚洲司、驻波兰大使馆任职。1971年11月，出任中华人民共和国驻革但斯克总领事。1978年，任中国政府接侨工作组临时党委副书记、外交部新闻司副司长。1983年11月，出任中华人民共和国驻蒙古大使。1989年6月，离任回国。同年任中国老挝边界谈判中国政府代表团副团长。